# Ольяненсе (футбольний клуб)
«Ольяненсе» (порт. Olhanense) — португальський футбольний клуб із Ольяу, заснований 1912 року. Виступає у найвищому дивізіоні Португалії.

## Історія
«Ольяненсе» став першою командою з регіону Алгарве, яка досягла найвищого рівня португальського футболу, після перемоги в першості футбольної асоціації Алгарве в 1941 році. Також серед досягнень «Ольяненсе» стало четверте місце в сезоні 1945-46, і звання володаря Кубка Португалії в 1923-24. В 1951 році, після десяти сезонів поспіль перебування в Прімері, клуб повернувся у другий дивізіон.
Вилетівши з вищого дивізіону в 1975 році, після вильоту сусідньої команди «Фаренсе» в регіональну лігу, «Ольяненсе» знову стала найпопулярнішою командою регіону, ділячи за це звання з «Портімоненсе». У травні 2009 року після перемоги над «Гондомар» 1-0, клуб повернувся у вищий дивізіон після 34-річної відсутності на чолі з колишнім центральним захисником «Порту» Жорже Коштою.

## Досягнення
Другий дивізіон
- Переможець (1): 2008–09

Кубок Португалії
- Володар (1): 1923–24
- Фіналіст (1): 1944–45